# Salluit Airport
Salluit Airport är en flygplats i Kanada.   Den ligger i regionen Nord-du-Québec och provinsen Québec, i den östra delen av landet, 1 900 km norr om huvudstaden Ottawa. Salluit Airport ligger 226 meter över havet.
Terrängen runt Salluit Airport är huvudsakligen kuperad, men åt sydost är den platt. Trakten runt Salluit Airport är nära nog obefolkad, med mindre än två invånare per kvadratkilometer.. Närmaste större samhälle är Salluit, 3,0 km norr om Salluit Airport. 
Omgivningarna runt Salluit Airport är i huvudsak ett öppet busklandskap.